# TNT N.V.
TNT N.V. — бывшая нидерландская компания, одна из крупнейших компаний международной индустрии экспресс-доставки документов, посылок и корпоративных грузов. На данный момент преобразована в две отдельные компании, PostNL и TNT Express (с 26 мая 2011 года).

## Описание
Отделения компании были расположены в 200 странах мира. Наиболее сильны позиции компании были в Восточном полушарии (Западная и Восточная Европа, Индия, Китай). Число отправлений составляло 3,5 млн еженедельно. Объём продаж в 2008 году вырос на 1,2 % и составил более €11,15 млрд, однако чистая прибыль за 2008 год снизилась на 43,6 % до €556 млн, а операционная прибыль — до €982 млн.

## История
В истории компании были следующие важные моменты:
- 1946, Австралия — Кен Томас арендовал первый грузовик[англ.] для небольшого бизнеса, связанного с перевозками. Первый заказ, выполненный новой компанией K. W. Transport, — перевозка унитазов.
- 1961 — компания переименована в Thomas Nationwide Transport (TNT), имеются филиалы по всей Австралии.

Далее началась длинная цепь слияний и поглощений, в результате которых небольшая австралийская компания стала транснациональной корпорацией со штаб-квартирой в Амстердаме, а также происходят другие события, в том числе:
- 1987 — создается европейская авиасеть TNT.
- 1993 — создается азиатская авиасеть TNT.
- 1997 — создание единого «оранжевого» фирменного стиля.
- 1998 — открытие крупнейшего в Европе хаба — логистического центра в Льеже[5].
- 2008 — вводится в строй более чем 100 новых грузовиков с электрическими и гибридными двигателями в Великобритании, Китае и Австралии. Выход на перспективный рынок Бразилии.

По всем основным экономическим показателям компания входила в пятёрку крупнейших служб экспресс-доставки в мире. На сегодняшний день на базе TNT N.V. создана компания PostNL, от которой отпочковалась компания TNT Express (с 26 мая 2011 года).

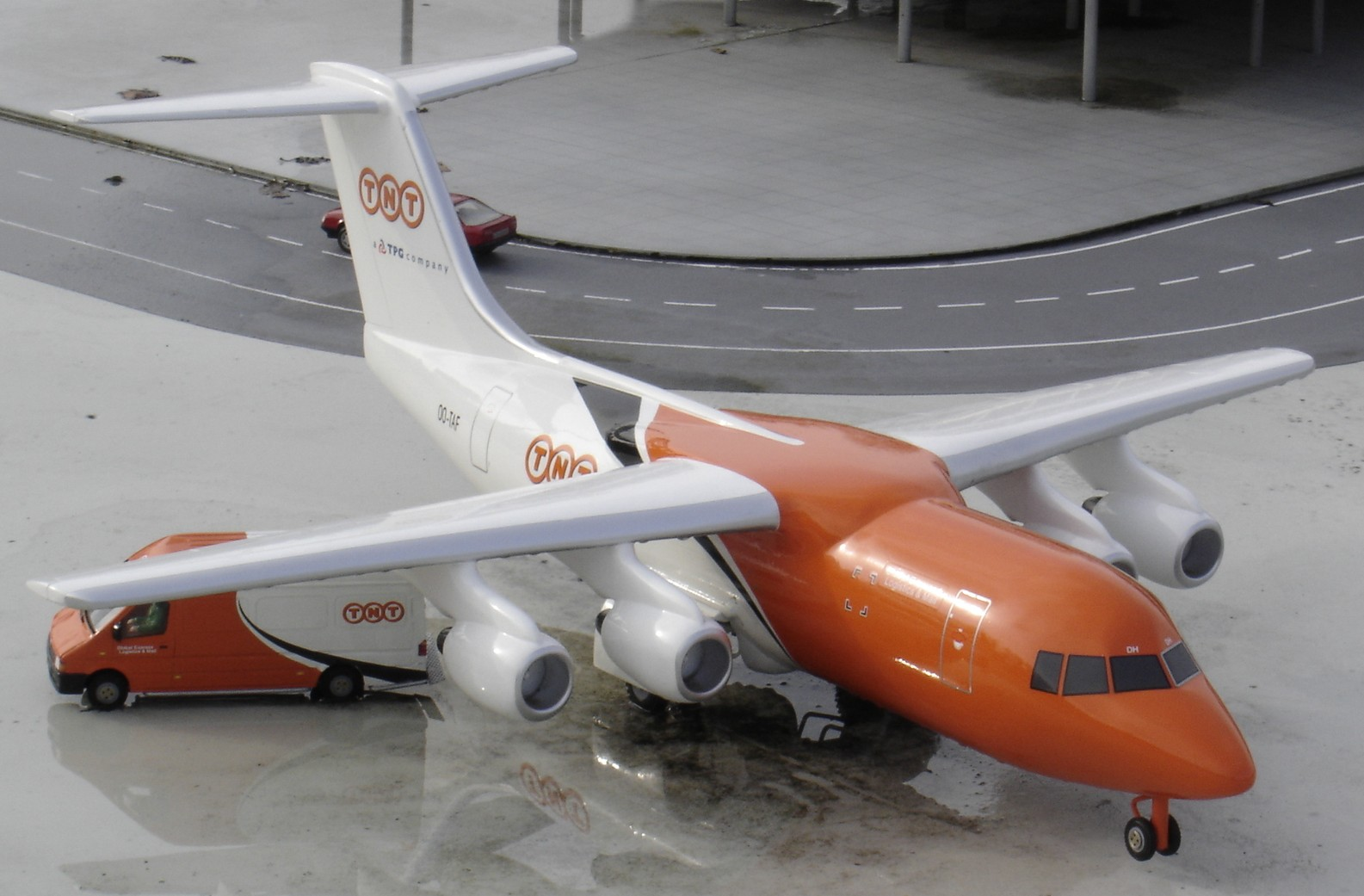
Модели автомобиля компании и самолёта дочерней компании TNT Airways
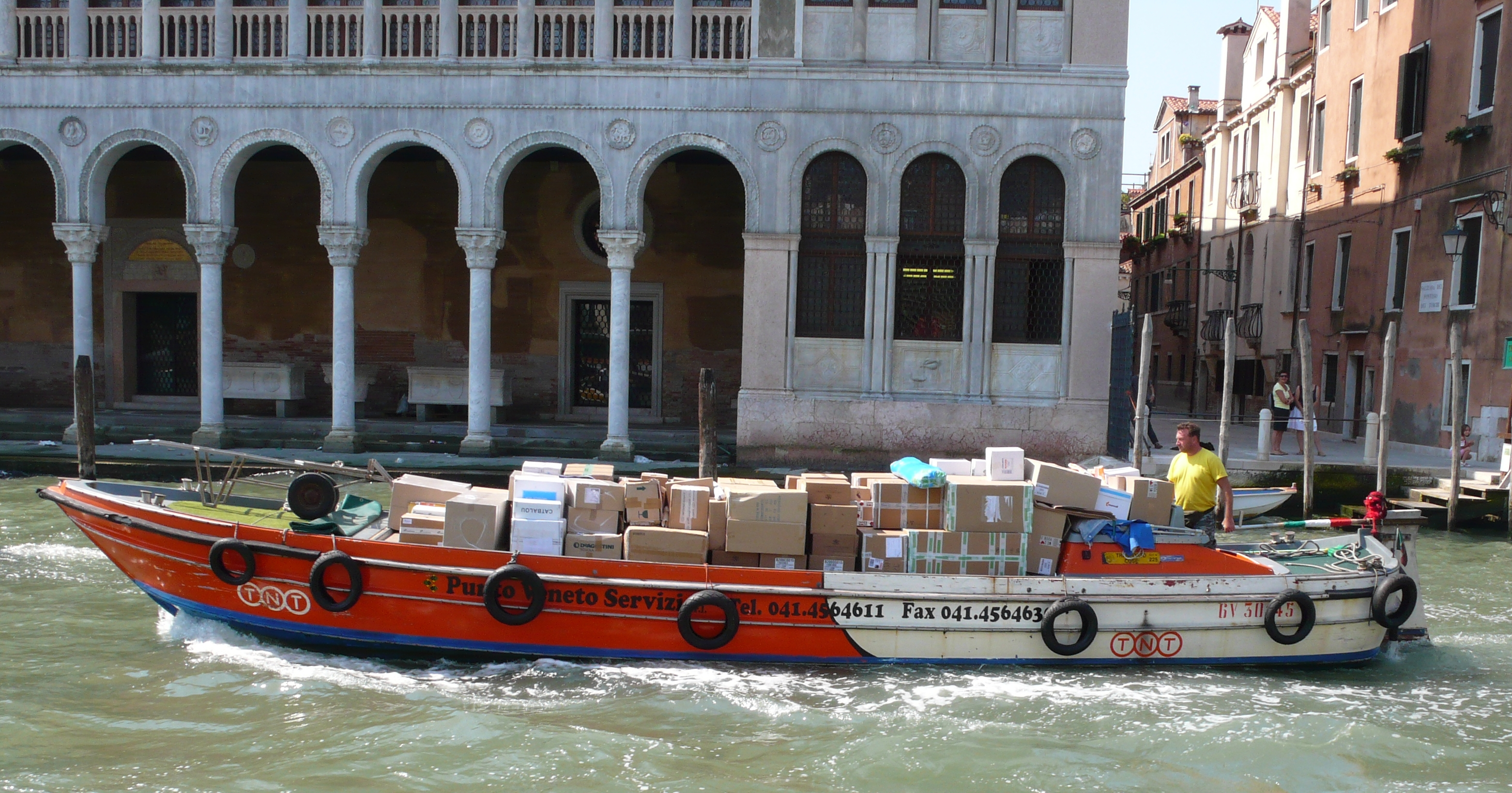
Доставка посылок в Венеции на лодке компании

## TNT в России
На рынке Советского Союза и России компания в лице своего дочернего подразделения TNT Express была представлена с 1989 года.